# Île Ronde
Die Île Ronde (sinngemäß aus dem Französischen übersetzt Runde Insel, im Englischen Ronde Island) ist eine kleine Felseninsel vor der Küste des ostantarktischen Adélielands. Sie liegt unmittelbar nordöstlich der Zélée-Gletscherzunge und 4,2 km westnordwestlich der Îles des Rescapés.
Luftaufnahmen entstanden bei der US-amerikanischen Operation Highjump (1946–1947). Französische Wissenschaftler kartierten sie im Verlauf einer von 1949 bis 1951 dauernden Forschungsreise und gaben ihr ihren deskriptiven Namen.